# Igreja Ortodoxa Grega de São Nicolau
A Igreja Ortodoxa Grega de São Nicolau fica situada em Chania cidade grega de Creta.
A igreja original data do século XIV, embora já poucos elementos existam dessa primitiva construção. Durante a ocupação turca, a igreja foi transformada em mesquita, adquirindo um minarete com duas varandas.
Desde 1919 passou a denominar-se Igreja São Nicolau, dependente da Igreja ortodoxa grega.